# Посольство Израиля в Тегеране
Политическое представительство Израиля в Иране, также именуемое Посольством Израиля в Тегеране (ивр. שגרירות מדינת ישראל טהראן‎), представляло собой большое трехэтажное здание на бульваре Ках (ныне улица Палестины) в столице Ирана, принадлежавшее израильской дипломатической миссии. Посольство Израиля в Тегеране являлось дипломатической миссией Израиля в Иране, когда Иран и Израиль поддерживали дипломатические отношения с 1948 по 1979 год, вплоть до Иранской революции.
Это представительство действовало в Тегеране с 1960 года и до нескольких дней до 11 февраля 1979 года, но после падения династии Пехлеви и победы Иранской революции оно было атаковано революционерами и передано палестинским партизанам, членам Организации освобождения Палестины, путём установки палестинского флага. После визита Ясира Арафата, лидера движения ФАТХ в Тегеран 17 февраля 1979 года, то есть ровно через 6 дней после победы Иранской революции, на здании бывшего политического представительства Израиля была установлена вывеска «Посольство Палестины», а два дня спустя, 19 февраля, Ясир Арафат вместе с Ахмад Хомейни и Ибрахимом Язди посетил бывшее израильское посольство и открыл Палестинское посольство в Тегеране. Также названия улицы Ках и площади Ках были изменены на улицу Палестины и площадь Палестины соответственно.

## История
Во время правления Мохаммеда Резы Шаха Иран стал второй мусульманской страной после Турции, признавшей Израиль. Но после Иранской исламской революции 1979 года посольство Израиля в Иране было закрыто. После этого Иран никогда не признавал Израиль.
Цви Дюриэль был первым послом политического представительства Израиля в Иране. В течение 5-летнего срока пребывания полномочного представителя посольства Израиля в Тегеране, посла Ури Лубрани с 1974 по 1979 год, многие израильские официальные лица, такие как Ицхак Рабин, Игаль Алон, Моше Даян и Шимон Перес многократно посещали Иран. Йосеф Хармелин, бывший глава израильского агентства внутренней безопасности (Шабак), был последним полномочным представителем Израиля в Тегеране, срок полномочий которого в качестве посла в Тегеране закончился с победой Иранской исламской революции 1979 года. Наконец, 18 февраля 1979 года израильский посол Йосеф Хармелин и сотрудники посольства бежали из страны.
Организация освобождения Палестины (ООП) поддержала Иранскую революцию 1979 года, и через несколько дней после революции глава ООП Ясир Арафат возглавил палестинскую делегацию в Иране. Палестинские делегаты были публично встречены, и им символически передали ключи от бывшего израильского посольства в Тегеране, которое позднее стало палестинским посольством. Хани аль-Хасан, один из ключевых дипломатических деятелей ООП, был назначен первым послом Палестины в Иране.

## Культурные отношения
До революции 1979 года в Иране между Ираном и Израилем существовали тесные, но неформальные отношения, выходящие за рамки экономических и коммерческих связей. Согласно архивам Министерства иностранных дел Израиля, в тот период в Иране проживало более 500 израильских семей, а израильские студенты, жившие в Тегеране, посещали школу иврита под надзором Министерства образования Израиля, которая управлялась израильским политическим представительством в Тегеране.
В 1962 году Джалал Але-Ахмад, известный иранский писатель, отправился в Израиль на две недели и опубликовал путевые заметки о своем опыте. Расходы на эту поездку были покрыты политическим представительством Израиля в Тегеране.

## Список послов
С 1948 по 1979 год, когда израильское посольство действовало в Иране, послами были назначены следующие лица:
- Цви Дюриэль (1964—1968)
- Меир Эзри (1968—1973)
- Ури Лубрани (1973—1978)
- Йосеф Хармелин (1978—1979)